# 白旄渚
31°26′34″N 120°12′18″E / 31.44267°N 120.20505°E
白旄渚，又名莲花渚，位于中华人民共和国江苏省无锡市滨湖区的突出山丘，是滨湖区与太湖的交接点之一。

## 特点
白旄渚是“太湖十二渚”之一，南唐时期曾有驻军在太湖岸边的军嶂山下，并于此处插上了白色飘带的旗帜，因此得名白旄渚。白旄渚有村落白旄村，并分白旄前湾和白旄后湾两个；当地白旄岭下有状元孙继皋之墓。
2005年后，当地政府将太湖十二渚中的庙山渚、羊歧渚、杜景渚、白旄渚、良河渚、康山渚合并开发规划，形成太湖生态度假区。